# Forn de los Ribers I
El Forn de los Ribers I és una obra de Flix (Ribera d'Ebre) inclosa a l'Inventari del Patrimoni Arquitectònic de Catalunya.

## Descripció
Es tracta d'un forn en bon estat de conservació. Està construït a partir de maons plans disposats en filades endreçades. S'ha perdut el capell, així que es conserven els murs perimetrals i la boca del forn. Aquesta està feta a partir d'un arc de mig punt lleugerament apuntat. Aquesta morfologia pot ser causada per la confecció rudimentària de l'obra.
Pel que fa a l'interior, els maons semblen més quadrats. L'estat de conservació general és bo tot i que hi ha presència de vegetació.